# 澤村大輔 (実業家)
澤村 大輔（さわむらだいすけ、1986年1月1日-）は、日本の実業家。株式会社リンクライブ（現：株式会社Stock）の創業者、代表取締役。

## 来歴
早稲田大学法学部を卒業後、野村総合研究所に経営コンサルタントとして入社。その後、株式会社リンクライブ（現：株式会社Stock）を設立し、代表取締役社長に就任。
2018年に、チームの情報を、最も簡単に管理できる「Stock」を正式ローンチした。同社は2020年にベンチャーキャピタル（VC）から、総額1億円の資金調達を実施。2021年、週刊東洋経済「すごいベンチャー100」に選出された。
2024年に、社内のナレッジに、即アクセスできるツール「ナレカン」をローンチした。